# Eching (Freising járás)
Eching település Németországban, azon belül Bajorországban. Lakosainak száma 14 475 fő (2023. december 31.). Eching Garching bei München, Hallbergmoos, Oberschleißheim, Unterschleißheim, Fahrenzhausen és Neufahrn bei Freising községekkel határos.

## Népesség
A település népessége az elmúlt években az alábbi módon változott:
| Lakosok száma | 447  | 1567 | 7141 | 13 275 | 13 225 | 13 415 | 13 809 | 13 856 | 14 130 | 14 475 |
|               | 1875 | 1950 | 1975 | 2010   | 2012   | 2013   | 2015   | 2017   | 2021   | 2023   |